# Premio Otero Pedrayo
El Premio Otero Pedrayo es un premio honorífico que conceden desde 1977 las diputaciones provinciales de Galicia, con el apoyo de la Junta de Galicia. Lleva el nombre de Ramón Otero Pedrayo y reconoce la trayectoria de personalidades que contribuyen o contribuyeron a fomentar la cultura gallega.

## Estructura
El premio lo escoge un jurado que en la actualidad está compuesto por el presidente de la Junta de Galicia, los presidentes de las cuatro diputaciones, el presidente de la Comisión de Cultura de la Diputación que lo convoca (de forma rotatoria, es una de las cuatro diputaciones la que lo convoca), el Consejero de Cultura de la Junta de Galicia, un representante de cada una de las tres universidades gallegas, un representante de la RAG, otro del Instituto Padre Sarmiento, además de cinco personas independientes designadas por la Junta, de solvencia científica y literaria.
El galardón en 2018 estaba dotado con 16000 euros.

## Premiados
- 1977, Carlos Casares
- 1978, Desierto
- 1979, Sección de Arqueología del Instituto Padre Sarmiento
- 1980, Eligio Rivas Quintas
- 1981, Fundación Otero Pedrayo
- 1982, Xaquín Lorenzo y José Fariña Jamardo
- 1983, Grupo Marcelo Macías
- 1984, Antonio Fidalgo Santamariña y la Escuela Abierta de Marín
- 1985, José López Calo
- 1986, Xosé Filgueira Valverde
- 1987, desierto
- 1988, Xesús Alonso Montero, Emilio Duro Peña y Darío Xohán Cabana
- 1989, Instituto de la Lengua Gallega
- 1990, Isaac Díaz Pardo
- 1991,  Xosé Trapero Pardo
- 1992, Antón Fraguas
- 1993, Museo de Pontevedra
- 1994, Asociación de Amigos del Museo Arqueológico Castillo de San Antón
- 1995, Francisco Fernández del Riego
- 1996, Julio Francisco Ogando
- 1997, Comunidad del Monasterio de Osera
- 1998, Museo del Pueblo Gallego
- 1999, Manuel María y Uxío Novoneyra
- 2000, Miguel Ángel Araújo Iglesias
- 2001, Fundación Pedro Barrié de la Maza
- 2002, Centro Gallego de Buenos Aires
- 2003, Centro Gallego de Montevideo
- 2004, Hermandad Gallega de Venezuela
- 2005, Sociedad Espanhola de Beneficência (Río de Janeiro)
- 2006, Real Academia Gallega y Laboratorio de Formas
- 2007, Francisco Xavier Río Barxa
- 2008, Marcos Valcárcel
- 2009, Manuel Fraga
- 2010, se fallará en 2011
- 2012, Basilio Losada
- 2013, Xosé Neira Vilas
- 2014, no se resolvió
- 2015, Arcadio López Casanova
- 2016, Acisclo Manzano y Manuel García de Buciños[2] (Galardón ex aequo)
- 2017, Margarita Ledo Andión[3]
- 2018, Antía Cal y Mª Xosé Queizán (ex aequo)
- 2019, Paco Martín y Ramón Villares (ex aequo)[4]
- 2021, Rosario Álvarez Blanco y Menchu Lamas.
- 2022, Ángel Carracedo
- 2023, Darío Villanueva